# Paspalum densum
Paspalum densum är en gräsart som beskrevs av Jean Louis Marie Poiret. Paspalum densum ingår i släktet tvillinghirser, och familjen gräs. Inga underarter finns listade i Catalogue of Life.